# Domaine de Beaumanoir
Le domaine de Beaumanoir est situé sur la commune de Cohiniac en France.

## Localisation
Le château est situé sur la commune de Cohiniac et également sur la commune du Leslay dans le département des Côtes-d'Armor, dans la région Bretagne.

## Historique
Le château de Beaumanoir, siège d'une des plus hautes seigneuries relevant de Quintin, a été construit au XVe siècle, puis agrandi aux siècles suivants. Par suite d'abandons successifs, notamment au moment de la Révolution, la propriété est en mauvais état, et, en 1895, les propriétaires décident de la restaurer. La conception de l'aile nouvelle et des communs est due à Auguste Courcoux, architecte d'origine briochine, tandis que l'aménagement du parc, de style néogothique, est l'oeuvre du paysagiste Charles Singlis. L'ensemble est prévu pour assurer l'autonomie du domaine et le confort de ses habitants (environ 30 à l'époque) , suivant les normes hygiénistes les plus modernes héritées de l'Angleterre. 
Il est inscrit au titre des monuments historiques par arrêté du 9 mai 1990.

## Art
Le château a servi de décor :
- en 1979, au film Tess de Roman Polanski[3] ;
- en 1989, au film Je suis le seigneur du château de Régis Wargnier ;
- en 2006, au feuilleton TV Petits meurtres en famille.